# Patrizia Kummer
Patrizia Kummer (* 16. Oktober 1987 in Brig) ist eine ehemalige Schweizer Snowboarderin.

## Karriere

### Sportliche Karriere
Seit der Saison 1999/2000 fährt Kummer Rennen. 2003 wurde sie im Alter von 15 Jahren bei ihrer ersten Elite-Schweizer-Meisterschaft Vizemeisterin im Parallelslalom. Sie holte sich bis heute insgesamt 3 Vize-Schweizer-Meistertitel, und einmal wurde sie als Dritte rangiert. Sie konnte sich bei den Juniorinnen fünf Schweizer Meistertitel sichern. Bei den Snowboard-Weltmeisterschaften 2009 gewann sie überraschend die Bronzemedaille im Parallel-Riesenslalom. Den ersten Weltcupsieg ihrer Karriere konnte Kummer in Limone Piemonte am 11. Dezember 2010 in einem Parallelslalom gewinnen.
In der Saison 2011/12 gewann sie den Gesamtweltcup sowie die Disziplinenwertung im Parallelslalom und feierte damit den bis dato grössten Erfolg ihrer Karriere. Dies kam zustande, indem Kummer fünf der elf Weltcuprennen gewinnen und zusätzlich noch einen 2. Rang herausfahren konnte.
Im Folgejahr (Saison 2012/13) gelang es Kummer, den Parallel-Gesamtweltcup zu verteidigen. Sie gewann auch die Wertung in der Disziplin Parallelslalom. In der Disziplinen-Wertung Parallel-Riesenslalom wurde Kummer 2.
In der Saison 2013/14 konnte Kummer wiederum den Gesamtweltcup bereits zum 3. Mal in Folge gewinnen. Sie schaffte es auch als erste Alpin-Snowboarderin überhaupt, alle drei Kugeln der Parallelwertungen (Gesamtwertung und die beiden Disziplinenwertungen im Parallelslalom und im Parallel-Riesenslalom) in einer einzigen Saison zu gewinnen. Dies hat vor ihr noch kein Snowboarder, weder bei den Männern noch bei den Frauen, geschafft. Bei den Olympischen Winterspielen in Sotschi gewann sie die Goldmedaille im Parallel-Riesenslalom.
In der Saison 2016/17 kam sie bei neun Weltcupteilnahmen fünfmal unter die ersten zehn. Dabei siegte sie im Parallel-Riesenslalom in Bansko und belegte zudem zweimal den zweiten Platz. Sie erreichte damit den dritten Platz im Parallel-Weltcup und den zweiten Rang im Parallel-Riesenslalomweltcup. Beim Saisonhöhepunkt, den Snowboard-Weltmeisterschaften 2017 in Sierra Nevada, holte sie die Silbermedaille im Parallel-Riesenslalom und belegte im Parallelslalom den siebten Rang.
Da sich Kummer gegen die Corona-Impfung entschied, musste sie sich als einzige Teilnehmerin der Olympischen Winterspiele 2022 in eine dreiwöchige Hotelquarantäne nördlich von Peking begeben.
Im März 2023 kündigte sie ihren Rücktritt auf Ende Saison an. Ihr letztes Rennen hat sie Mitte März 2023 in Berchtesgaden bestritten.

### Aussersportliche Karriere
Neben dem Sport absolvierte Patrizia Kummer von 2003 bis 2008 die Sportmittelschule HSK-M in Brig am Kollegium Spiritus Sanctus und schloss mit einem Handelsdiplom und der eidgenössischen Matura ab. Sie schloss den Bachelor in Psychologie im Jahr 2013 an der Fernuni Schweiz ab, den Master in Neuro- und Entwicklungspsychologie an der Universität Bern im Jahr 2017.
Sie wohnt in Mühlebach VS.

## Weltcupsiege
| Nr. | Datum             | Ort               | Disziplin             |
| --- | ----------------- | ----------------- | --------------------- |
| 1.  | 11. Dezember 2010 | Limone Piemonte   | Parallelslalom        |
| 2.  | 22. Dezember 2011 | Carezza           | Parallelslalom        |
| 3.  | 13. Januar 2012   | Jauerling         | Parallelslalom        |
| 4.  | 15. Januar 2012   | Bad Gastein       | Parallelslalom        |
| 5.  | 3. März 2012      | Moskau            | Parallelslalom        |
| 6.  | 10. März 2012     | La Molina         | Parallel-Riesenslalom |
| 7.  | 12. Januar 2013   | Bad Gastein       | Parallelslalom        |
| 8.  | 13. Dezember 2013 | Carezza           | Parallel-Riesenslalom |
| 9.  | 10. Januar 2014   | Bad Gastein       | Parallelslalom        |
| 10. | 12. Januar 2014   | Bad Gastein       | Parallelslalom        |
| 11. | 1. Februar 2015   | Sudelfeld         | Parallel-Riesenslalom |
| 12. | 19. Dezember 2015 | Cortina d’Ampezzo | Parallelslalom        |
| 13. | 30. Januar 2016   | Moskau            | Parallelslalom        |
| 14. | 3. Februar 2017   | Bansko            | Parallel-Riesenslalom |
| 15. | 24. März 2019     | Winterberg        | Parallelslalom        |

## Teilnahmen an Weltmeisterschaften und Olympischen Winterspielen

### Olympische Spiele
- 2014 Sotschi: 1. Platz Parallel-Riesenslalom, 9. Platz Parallelslalom
- 2018 Pyeongchang: 16. Platz Parallel-Riesenslalom
- 2022 Peking: 14. Platz Parallel-Riesenslalom

### Weltmeisterschaften
- 2007 Arosa: 13. Platz Parallel-Riesenslalom, 17. Platz Parallelslalom
- 2009 Gangwon: 3. Platz Parallel-Riesenslalom, 24. Platz Parallelslalom
- 2011 La Molina: 8. Platz Parallelslalom, 12. Platz Parallel-Riesenslalom
- 2013 Stoneham: 2. Platz Parallelslalom, 8. Platz Parallel-Riesenslalom
- 2015 Kreischberg: 7. Platz Parallel-Riesenslalom, 9. Platz Parallelslalom
- 2017 Sierra Nevada: 2. Platz Parallel-Riesenslalom, 7. Platz Parallelslalom
- 2019 Park City: 9. Platz Parallel-Riesenslalom, 6. Platz Parallelslalom
- 2021 Rogla: 14. Platz Parallelslalom, 28. Platz Parallel-Riesenslalom
- 2023 Bakuriani: 10. Platz Parallelslalom, 16. Platz Parallel-Riesenslalom

## Weltcup-Gesamtplatzierungen
| Saison  | Gesamt | Gesamt | Parallel | Parallel | Parallel-Riesenslalom | Parallel-Riesenslalom | Parallelslalom | Parallelslalom |
| Saison  | Punkte | Platz  | Punkte   | Platz    | Punkte                | Platz                 | Punkte         | Platz          |
| ------- | ------ | ------ | -------- | -------- | --------------------- | --------------------- | -------------- | -------------- |
| 2004/05 | –      | –      | 70       | 56.      | –                     | –                     | –              | –              |
| 2005/06 | 412    | 103.   | 413      | 39.      | –                     | –                     | –              | –              |
| 2006/07 | 2580   | 19.    | 2580     | 12.      | –                     | –                     | –              | –              |
| 2007/08 | 477    | 98.    | 477      | 39.      | –                     | –                     | –              | –              |
| 2008/09 | 1390   | 46.    | 1390     | 20.      | –                     | –                     | –              | –              |
| 2009/10 | 1175   | 49.    | 1175     | 23.      | –                     | –                     | –              | –              |
| 2010/11 | –      | –      | 2080     | 13.      | –                     | –                     | –              | –              |
| 2011/12 | –      | –      | 6840     | 1.       | –                     | –                     | –              | –              |
| 2012/13 | –      | –      | 3750     | 1.       | 2480                  | 2.                    | 1690           | 1.             |
| 2013/14 | –      | –      | 4800     | 1.       | 2400                  | 1.                    | 2400           | 1.             |
| 2014/15 | –      | –      | 2900     | 8.       | 860                   | 13.                   | 2040           | 4.             |
| 2015/16 | –      | –      | 3530     | 3.       | 760                   | 10.                   | 2770           | 1.             |
| 2016/17 | –      | –      | 4060     | 3.       | 3460                  | 2.                    | 600            | 15.            |
| 2017/18 | –      | –      | 1678     | 18.      | 1198                  | 19.                   | 480            | 16.            |
| 2018/19 | –      | –      | 3400     | 9.       | 1220                  | 15.                   | 2180           | 3.             |
| 2019/20 | –      | –      | 1870     | 15.      | 960                   | 18.                   | 910            | 6.             |
| 2020/21 | –      | –      | 207      | 12.      | 69                    | 18.                   | 138            | 7.             |
| 2021/22 | –      | –      | 91       | 24.      | 55                    | 23.                   | 36             | 20.            |
| 2022/23 | –      | –      | 266      | 13.      | 122                   | 15.                   | 144            | 9.             |

## Auszeichnungen
- Walliser Sportlerin: 2012, 2013 und 2014
- Oberwalliser Sportlerin: 2012, 2013 und 2014
- Preis des Divisionärs F. K. Rünzi: 2014